# Communauté de communes Lacs et Gorges du Verdon
Die Communauté de communes Lacs et Gorges du Verdon ist ein französischer Gemeindeverband mit der Rechtsform einer Communauté de communes im Département Var in der Region Provence-Alpes-Côte d’Azur. Sie wurde am 1. Januar 2014 gegründet und umfasst aktuelle 16 Gemeinden. Der Verwaltungssitz befindet sich im Ort Aups.

## Historische Entwicklung
Mit Wirkung vom 1. Januar 2017 wurde der Verband um fünf Gemeinden (Le Bourguet, Brenon, Châteauvieux, La Martre und Trigance) der aufgelösten Communauté de communes Artuby Verdon  erweitert.

## Mitgliedsgemeinden
| Gemeinde                                        | Einwohner 1. Januar 2022 | Fläche km² | Dichte Einw./km² | Code INSEE | Postleitzahl |
| ----------------------------------------------- | ------------------------ | ---------- | ---------------- | ---------- | ------------ |
| Aiguines                                        | 272                      | 114,33     | 2                | 83002      | 83630        |
| Artignosc-sur-Verdon                            | 278                      | 18,53      | 15               | 83005      | 83630        |
| Aups                                            | 2.254                    | 64,15      | 35               | 83007      | 83630        |
| Baudinard-sur-Verdon                            | 237                      | 21,97      | 11               | 83014      | 83630        |
| Bauduen                                         | 318                      | 47,45      | 7                | 83015      | 83630        |
| Brenon                                          | 21                       | 5,59       | 4                | 83022      | 83840        |
| Châteauvieux                                    | 73                       | 14,97      | 5                | 83040      | 83840        |
| La Martre                                       | 221                      | 20,37      | 11               | 83074      | 83840        |
| Le Bourguet                                     | 47                       | 25,39      | 2                | 83020      | 83840        |
| Les Salles-sur-Verdon                           | 235                      | 4,97       | 47               | 83122      | 83630        |
| Moissac-Bellevue                                | 309                      | 20,59      | 15               | 83078      | 83630        |
| Régusse                                         | 2.403                    | 35,30      | 68               | 83102      | 83630        |
| Tourtour                                        | 583                      | 28,69      | 20               | 83139      | 83690        |
| Trigance                                        | 221                      | 60,60      | 4                | 83142      | 83840        |
| Vérignon                                        | 8                        | 36,90      | 0                | 83147      | 83630        |
| Villecroze                                      | 1.504                    | 20,68      | 73               | 83149      | 83690        |
| Communauté de communes Lacs et Gorges du Verdon | 8.984                    | 540,48     | 17               | –          | –            |